# Verwandlung 1
Verwandlung. Musik für Orchester ist ein 2002 entstandenes Werk des deutschen Gegenwartskomponisten Wolfgang Rihm. Nachdem von ihm 2005 ein Werk namens "Verwandlung 2" komponiert wurde, ist das Werk unter dem Titel "Verwandlung 1" bekannt.

## Das Werk im Kontext von Rihms Schaffen
Rihm widmete sein Werk „Verwandlung“, das 2002 als Auftragskomposition der Alten Oper Frankfurt entstand, seinem langjährigen Freund Wilhelm Killmayer. Über ihn sagt Rihm: "Ich kenne keinen kenntnisreicheren Menschen als Wilhelm Killmayer. [...] Wilhelm Killmayer verkörpert für mich genuine Radikalität." Seine besondere Wertschätzung für Killmayer erklärt sich nicht zuletzt dadurch, dass Killmayer und Rihm selbst auf dem Höhepunkt der seriellen Musik für sich die Freiheit in Anspruch nahmen, ihr Schaffen am Empfinden als ästhetischem Prinzip auszurichten. Während der tonal komponierende Killmayer gegen die mit mathematischer Präzision arbeitende serielle Musik anschrieb, wagte es Rihm, in Donaueschingen, dem Zentrum für serielle Musik schlechthin und Wirkstätte seines Lehrers Karlheinz Stockhausen, dem Publikum empfindsame Orchesterklänge zu präsentieren (z. B. Morphonie für Orchester und Solostreichquartett, 1972). „Neue Subjektivität“ oder „Neue Innerlichkeit“ sind die Etiketten, mit denen Rihm und andere postmoderne Mitstreiter wie Manfred Trojahn oder Wolfgang von Schweinitz deshalb bedacht werden.
Seit den Neunzigerjahren sind zwei Tendenzen in Rihms Schaffen zu beobachten: In einigen Werken setzt Rihm die von ihm in den Achtzigern begonnene Reduktion von Melodie, Harmonie und Rhythmus fort, in anderen greift er wieder auf die symphonische Farbpalette zurück. So sorgt er z. B. in den vier Stücken "Vers une symphonie fleuve" (unter Anspielung auf Adornos "Vers une musique informelle") für klangliche Opulenz und reflektierte Virtuosität. „Verwandlung 1“ fügt sich in letztere Tendenz ein.

## Verlauf des Werks
"Verwandlung 1" erweist sich als dreiteilige Struktur, innerhalb derer in vielen kleinen Episoden eine klangliche Entwicklung aufgebaut und wieder an ihren Ausgang zurückgeführt wird.
Das Werk beginnt mit einem scharfen Crescendo der Klarinette auf dem Ton „G“, der gewissermaßen den Fluchtpunkt der frei tonalen Komposition darstellt. Dem folgen im ersten Teil flächig-warme Streicherklänge, die von mal gläsernen, mal ätherisch-leichten Akkorden abgelöst werden, von einzelnen Klangeruptionen des Blechs durchzuckt. Expressive Melodiefetzen werden sodann von der Solovioline an einzelne Holzbläser weitergereicht (v. a. Fagott, Oboe). Die Musik wird „fließender“, bewegter, die orchestrale Klangmasse schwillt in Episoden an, erreicht opulenten Orchesterklang, um jeweils postwendend wieder ins Piano zurückgeführt zu werden – wo, oft eingeleitet durch ein rhythmisches Element, eine neue Episode ihren Ausgang nimmt.
Im Mittelteil wird der symphonische Klang sukzessive von den Perkussionsinstrumenten verdrängt. Das Schlagwerk übernimmt für einige Episoden die musikalische Entwicklung (starkes accelerando); von den übrigen Instrumenten bleibt schließlich nur ein gehaltener Akkord.
Der Schlussteil führt wieder in die Klangwelt des ersten Teils zurück und lässt dessen Episoden Revue passieren. Doch die Versatzstücke erscheinen verkürzt, verhalten und verklärt – eben verwandelt. Große Eruptionen bleiben aus. Nach einer Wiederkehr der Crescendi der allerersten Episode endet das Stück gleichsam offen mit einem lapidaren Klarinetten-Cis – vielleicht eine Anlehnung an den Anfang des Werks, jedoch keine Kopie. Verwandlung eben.